# Denton (Nebraska)
Denton è un comune degli Stati Uniti d'America, situato nello Stato del Nebraska, nella contea di Lancaster.